# Chloephaga hybrida
L'oca del kelp (Chloephaga hybrida Molina, 1782) è un uccello della famiglia degli Anatidi.

## Distribuzione e habitat
Vive nelle regioni meridionali di Cile e Argentina, soprattutto in Patagonia e Terra del Fuoco, e nelle isole Falkland. Frequenta le coste rocciose, nei pressi della sua principale fonte di cibo.

## Descrizione
Il maschio è di colore bianco, con becco nero e piedi gialli. La femmina è marrone scura, con una serie di linee trasversali grigie sul petto e piedi gialli.

## Sistematica
Si riconoscono due sottospecie di oca del kelp:
- Chloephaga hybrida hybrida (Molina, 1782) - oca del kelp della Patagonia;
- Chloephaga hybrida malvinarum Phillips, 1916 - oca del kelp delle Falkland.

## Biologia
L'oca del kelp è nota per nutrirsi solamente di questo tipo di alga e allo scopo di raggiungere i luoghi dove può trovarne effettua migrazioni lungo la costa del Sudamerica.
Ogni covata è composta da 2-7 uova, che vengono nascoste tra l'erba alta. Esse si schiudono dopo un mese.

## Conservazione
Non è una specie in pericolo: ne rimangono ancora circa 15.000 coppie riproduttive.
L'immagine di questa specie compare su francobolli delle Falkland e dell'Argentina.